# Albert Kivikas

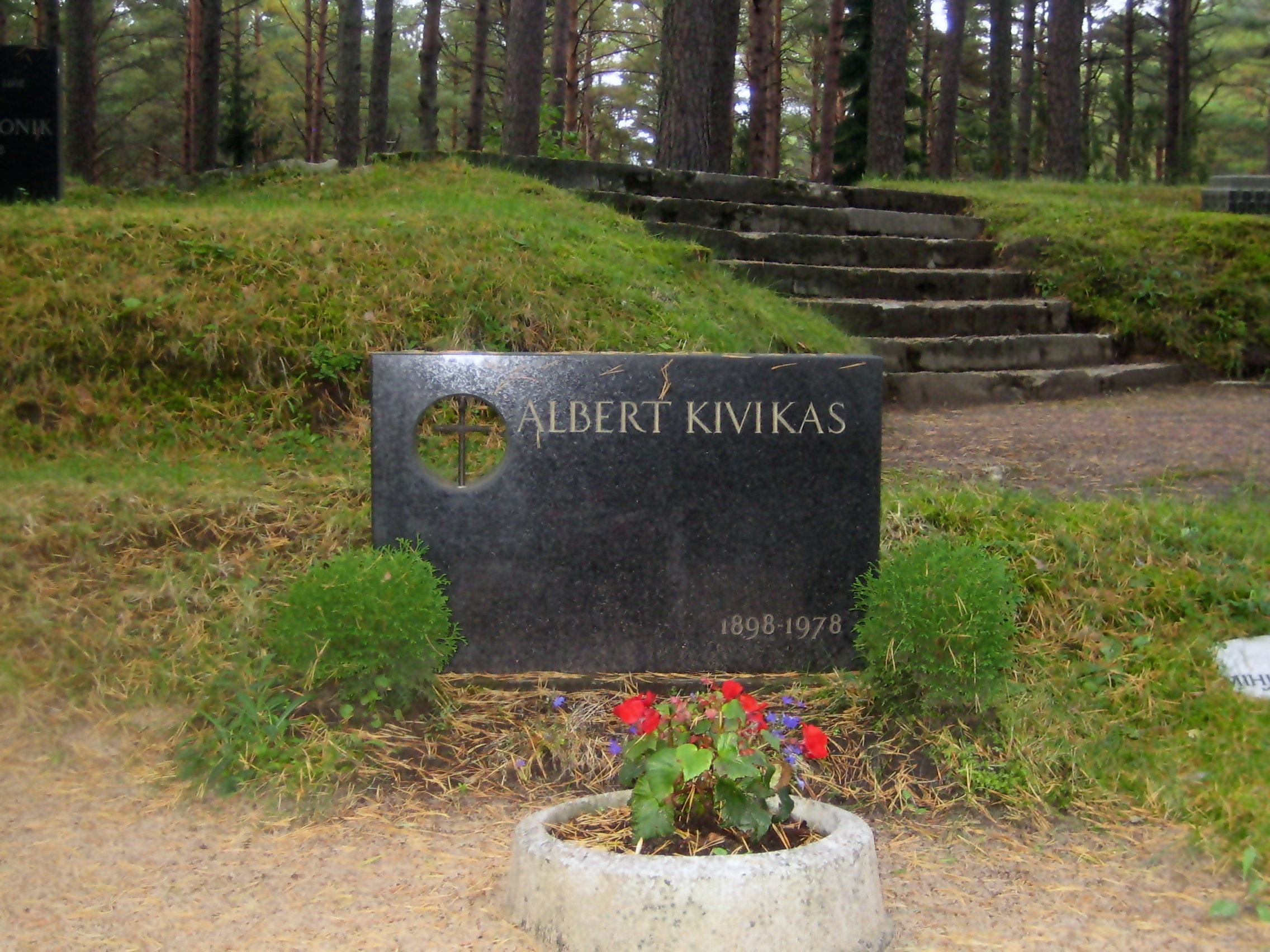
Grób Alberta Kivikasa na cmentarzu leśnym Metsakalmistu w Tallinie.

Albert Kivikas (ur. 18 stycznia 1898 w Suure-Jaani, zm. 19 maja 1978 w Lund) – estoński pisarz.

## Życiorys
W młodości publikował pod pseudonimami A. Pedajas i Mart Karus. Po wojnie estońsko-bolszewickiej, w której ochotniczo wziął udział, jako jeden z kilku estońskich pisarzy eksperymentował z futuryzmem. Jego najważniejszymi dziełami są powieści i nowele poświęcone wojnie (w tym najważniejsza, Nimed marmortahvlil, opublikowana w 1936 r.) oraz problemom społecznym wsi. W latach 1941–1944 był przewodniczącym Związku Pisarzy Estońskich. Wiosną 1944 udał się na emigrację do Finlandii, a jesienią tego samego roku do Szwecji, gdzie przebywał do końca życia.

## Dzieła
- „Ohverdet konn” (1919)
- „Lendavad sead” (1919)
- „Sookaelad” (1919)
- „Mina” (1920)
- „Verimust” (1920)
- „Maha lüüriline šokolaad!” (1920)
- „Jüripäev” (1921)
- „Nõuandja” (1921)
- „Lumimemm” (1921)
- „Verine väits” (1922)
- „Ristimine tulega” (Berliin 1923)
- „Jaanipäev” (1924)
- „Mihklipäev” (1924) –
- „Murrang” (1925)
- „Miniatüürid” (1926)
- „Süütu” (Tartu 1927)
- „Punane ja valge” (1931)
- „Nimed marmortahvlil” (1936)
- „Nimed marmortahvlil” (1939) - dramat
- „Landesvääri veri” (1939)
- „Karuskose” (1943)
- „Nimed marmortahvlil II” (1948)
- „See on see maa” (1950)
- „Nimed marmortahvlil III” (1951)
- „Nimed marmortahvlil IV” (1954)
- „Tulililled” (1957)
- „Kodukäija” (1963)